# Afshin Ghotbi
Afshin Ghotbi (* 8. Februar 1964 in Tehran) ist ein iranischer Fußballtrainer.

## Karriere
2007 wurde Ghotbi beim iranischen Erstligisten FC Persepolis als Trainer eingestellt. Mit dem Verein wurde er 2008 iranischer Meister. 2009 übernahm er zusätzlich das Amt des Trainers der Iranische Nationalmannschaft. 2011 wurde Ghotbi Trainer der japanischen Shimizu S-Pulse. 2012 erreichte er mit dem Verein das Finale des J.League Cup. Im 2016 wurde er Trainer von thailändischen Buriram United. November 2016 wurde Ghotbi beim chinesischen Cangzhou Mighty Lions FC als Trainer eingestellt. Von 2018 bis 2019 war er der Trainer des iranischen Foolad FC. 2019 kehrte er zu Cangzhou Mighty Lions zurück. Im 2022 wurde er Trainer von Vancouver FC.